# Numero automorfo
In matematica si dice numero automorfo o anche intero automorfo un intero positivo {\displaystyle n} in una data base {\displaystyle b} il cui quadrato ha per cifre meno significative ("termina per") l'intero stesso.

## Esempi
- In base decimale:

{\displaystyle 5^{2}=2{\mathit {5}};}
{\displaystyle 76^{2}=57{\mathit {76}};}
{\displaystyle 890625^{2}=793212{\mathit {890625}}.}
- In base 6:

{\displaystyle 3^{2}=1{\mathit {3}};}
{\displaystyle 4^{2}=1{\mathit {4}}.}

## In base arbitraria
Dalla definizione segue che, data una base {\displaystyle b}, un intero positivo {\displaystyle n} di {\displaystyle k} cifre è un numero automorfo se
{\displaystyle n^{2}=cb^{k}+n}
in cui {\displaystyle cb^{k}} è un numero che termina con {\displaystyle k} zeri, sui quali l'addizione inserisce {\displaystyle n}.
I numeri automorfi possono essere trovati dalla loro definizione risolvendo negli interi l'equazione
{\displaystyle n^{2}-n=n(n-1)=cb^{k}}
equivalente alla congruenza
{\displaystyle n(n-1)\equiv 0{\pmod {cb^{k}}}.}

### Esistenza e numero di interi automorfi
La scrittura in forma di congruenza permette di notare che 0 e 1 sono soluzioni indipendentemente dalla base.
Per cercare ulteriori soluzioni, si può notare che {\displaystyle b^{k}} (né suoi multipli) può essere assegnato interamente a {\displaystyle n} o {\displaystyle n-1} perché si avrebbe {\displaystyle n=b^{k}} o {\displaystyle n=1+b^{k}} e in entrambi i casi {\displaystyle n} avrebbe non {\displaystyle k} ma {\displaystyle k+1} cifre.
Dunque i fattori di {\displaystyle b^{k}}devono essere ripartiti tra {\displaystyle n} e {\displaystyle n-1}. Poiché due numeri consecutivi non possono avere fattori in comune (la loro differenza a sua volta conterrebbe tali fattori e dunque non potrebbe essere 1), i fattori di {\displaystyle c} e {\displaystyle b^{k}}devono essere ripartiti in modo che {\displaystyle n} e {\displaystyle n-1} siano relativamente primi. Questo è possibile solo se la base {\displaystyle b} è scomponibile in almeno due fattori diversi. Quindi non esistono numeri automorfi (diversi da quelli banali 0 e 1, che esistono in ogni base) nelle basi prime o potenze di un unico primo. Siano dunque {\displaystyle c=c_{1}c_{2}} e {\displaystyle b=b_{1}b_{2}}, dove i prodotti {\displaystyle c_{1}b_{1}}e {\displaystyle c_{2}b_{2}} sono relativamente primi. Deve essere {\displaystyle n=c_{1}b_{1}^{k}} (che è il numero automorfo cercato) e {\displaystyle n-1=c_{2}b_{2}^{k}}. Per sostituzione della prima nella seconda si ha l'identità di Bézout
{\displaystyle c_{1}b_{1}^{k}-c_{2}b_{2}^{k}=1.}
Analogamente si ottiene il numero automorfo {\displaystyle c_{2}b_{2}^{k}} dall'identità
{\displaystyle c_{2}b_{2}^{k}-c_{1}b_{1}^{k}=1.}
Ciascuna di queste identità, in cui {\displaystyle b_{1}}e {\displaystyle b_{2}} sono note e {\displaystyle c_{1}}e {\displaystyle c_{2}} sono incognite, ammette una soluzione unica (modulo {\displaystyle b_{2}^{k}} per {\displaystyle c_{1}} e modulo {\displaystyle b_{1}^{k}} per {\displaystyle c_{2}}), ricavabile con  l'algoritmo di Euclide, perché {\displaystyle b_{1}}e {\displaystyle b_{2}} (e quindi {\displaystyle b_{1}^{k}}e {\displaystyle b_{2}^{k}}) sono coprimi. Quindi, per ogni numero di cifre {\displaystyle k}, esistono due automorfi (dati da {\displaystyle n=c_{1}b_{1}^{k}} e {\displaystyle n=c_{2}b_{2}^{k}}) per ogni modo di ripartire la base in due gruppi primi tra loro di fattori. Il prodotto {\displaystyle c=c_{1}c_{2}} dà la parte iniziale del quadrato del numero automorfo, quadrato che termina in {\displaystyle n}.

#### Esempio
In base 30 i fattori della base (2, 3 e 5) possono essere ripartiti in sei modi: {\displaystyle b_{1}=2} e {\displaystyle b_{2}=3\times 5=15}, {\displaystyle b_{1}=3} e {\displaystyle b_{2}=2\times 5=10}, {\displaystyle b_{1}=5} e {\displaystyle b_{2}=2\times 3=6} e le stesse tre coppie a fattori invertiti. Si ottengono gli automorfi di una cifra 6, 10, 15, 16, 21 e 25 (espressi in notazione decimale), di due cifre 100, 225, 325, 576, 676 e 801, e così via. Per esempio, {\displaystyle 10\times 10=100\equiv 10{\pmod {30}}.}

### Proprietà

#### Somma di coppie di autovalori
Si dimostra inoltre che la somma di ogni coppia di automorfi così ottenuta è {\displaystyle b^{k}+1}. Infatti, dette {\displaystyle c_{1}^{*}} e {\displaystyle c_{2}^{*}} le soluzioni della prima identità di Bézout, si ha
{\displaystyle c_{1}^{*}b_{1}^{k}-c_{2}^{*}b_{2}^{k}=1.}
La seconda identità 
{\displaystyle c_{2}b_{2}^{k}-c_{1}b_{1}^{k}=1}
può essere riscritta come
{\displaystyle (-c_{1})b_{1}^{k}-(-c_{2})b_{2}^{k}=1,}
dalla quale si nota per paragone con la prima identità di Bézout (e ricordando che le soluzioni del coefficiente di {\displaystyle b_{2}^{k}} sono note modulo {\displaystyle b_{1}^{k}}) che {\displaystyle -c_{2}\equiv c_{2}^{*}{\pmod {b_{1}^{k}}}.} Poiché si cercano soluzioni di {\displaystyle k} cifre, il loro valore deve essere compreso tra 0 e {\displaystyle b_{1}^{k}}, e si ha
{\displaystyle c_{2}=-c_{2}^{*}+b_{1}^{k}.}
Dunque la prima identità dà il primo automorfo {\displaystyle c_{1}^{*}b_{1}^{k}}, mentre la seconda dà il secondo automorfo della coppia
{\displaystyle c_{2}b_{2}^{k}=-c_{2}^{*}b_{2}^{k}+b_{1}^{k}b_{2}^{k}.}
La loro somma è
{\displaystyle c_{1}^{*}b_{1}^{k}+c_{2}b_{2}^{k}=c_{1}^{*}b_{1}^{k}-c_{2}^{*}b_{2}^{k}+b_{1}^{k}b_{2}^{k}=1+b^{k},}
dove si è usata la prima identità di Bézout e {\displaystyle b=b_{1}b_{2}.}

#### Residui modulo fattori della base
Considerando l'equazione
{\displaystyle c_{1}b_{1}^{k}-c_{2}b_{2}^{k}=1{\pmod {b_{2}^{k}}},}
si ottiene la congruenza
{\displaystyle c_{1}b_{1}^{k}\equiv 1{\pmod {b_{2}^{k}}}.}
Inoltre
{\displaystyle c_{1}b_{1}^{k}\equiv 0{\pmod {b_{1}^{k}}}.}
Analogamente, dalla seconda identità di Bézout, si hanno
{\displaystyle c_{2}b_{2}^{k}\equiv 1{\pmod {b_{1}^{k}}}}
e
{\displaystyle c_{2}b_{2}^{k}\equiv 0{\pmod {b_{2}^{k}}}.}
Quindi un numero automorfo è congruente a 0 e 1 modulo i due gruppi di fattori della base nei quali essa è suddivisa.

#### Costruzione di un automorfo in base quadrato della base di un altro automorfo
A partire da un numero automorfo {\displaystyle n} di {\displaystyle k} cifre, si costruisce un numero automorfo di {\displaystyle 2k} cifre mediante la formula:{\displaystyle n'\equiv 3n^{2}-2n^{3}{\pmod {b^{2k}}}.}
Dimostrazione: se {\displaystyle n'} è un automorfo di {\displaystyle 2k} cifre, è possibile trovare un intero {\displaystyle j} tale per cui {\displaystyle n'(n'-1)=jb^{2k}}. Sostituendo l'espressione di {\displaystyle n'} e fattorizzando si ottiene  {\displaystyle n^{2}(n-1)^{2}(4n^{2}-4n-3)=jb^{2k}}. Poiché per ipotesi {\displaystyle n} è un automorfo di {\displaystyle k} cifre, esiste un intero {\displaystyle i} tale per cui {\displaystyle n(n-1)=ib^{k}}. Sostituendo nella precedente equazione si ottiene {\displaystyle i^{2}b^{2k}(4n^{2}-4n-3)=jb^{2k}} e, semplificando {\displaystyle b^{2k}}, si giunge a {\displaystyle j=i^{2}(4n^{2}-4n-3)}. Dunque esiste {\displaystyle j} tale per cui {\displaystyle n'(n'-1)=jb^{2k}}e {\displaystyle n'} è automorfo.

## In base decimale
Poiché la base 10 può essere suddivisa solo in {\displaystyle 2\times 5=10}, per ogni numero {\displaystyle k} di cifre esistono esattamente due numeri automorfi di {\displaystyle k} cifre (5 e 6 per {\displaystyle k=1} (una cifra); 25 e 76 per {\displaystyle k=2}; 376 e 625 per {\displaystyle k=3}; ...). Uno di essi gode delle proprietà {\displaystyle n\equiv 0{\pmod {2^{k}}}} e {\displaystyle n\equiv 1{\pmod {5^{k}}}}; l'altro delle proprietà {\displaystyle n\equiv 0{\pmod {5^{k}}}} e {\displaystyle n\equiv 1{\pmod {2^{k}}}}. La somma di questi due numeri è {\displaystyle 10^{k}+1} (5+6=11; 25+76=101; 376+625=1001; ...). 
Partendo da 76, che è un automorfo di due cifre, si può calcolare un automorfo di quattro cifre da {\displaystyle n'\equiv 3\times 76^{2}-2\times 76^{3}{\pmod {10^{4}}}}. Si ha {\displaystyle n'\equiv -860624\equiv 870000-860624=9376{\pmod {10^{2}}}.}
La seguente sequenza di 1000 cifre consente di individuare un numero automorfo di {\displaystyle k} cifre per {\displaystyle k\leq 1000.}
12781254001336900860348890843640238757659368219796\
26181917833520492704199324875237825867148278905344\
89744014261231703569954841949944461060814620725403\
65599982715883560350493277955407419618492809520937\
53026852390937562839148571612367351970609224242398\
77700757495578727155976741345899753769551586271888\
79415163075696688163521550488982717043785080284340\
84412644126821848514157729916034497017892335796684\
99144738956600193254582767800061832985442623282725\
75561107331606970158649842222912554857298793371478\
66323172405515756102352543994999345608083801190741\
53006005605574481870969278509977591805007541642852\
77081620113502468060581632761716767652609375280568\
44214486193960499834472806721906670417240094234466\
19781242669078753594461669850806463613716638404902\
92193418819095816595244778618461409128782984384317\
03248173428886572737663146519104988029447960814673\
76050395719689371467180137561905546299681476426390\
39530073191081698029385098900621665095808638110005\
57423423230896109004106619977392256259918212890625
Qui il segno backslash (\) segnala che la scrittura decimale continua nella linea successiva. Basta prendere la sequenza delle ultime {\displaystyle k} cifre, e l'altro numero si ottiene sottraendo da {\displaystyle 10^{k}+1} il numero suddetto.

### Tavole dei numeri automorfi in base decimale
| n                                            | n2                                                                                      |
| -------------------------------------------- | --------------------------------------------------------------------------------------- |
| 5                                            | 25                                                                                      |
| 25                                           | 625                                                                                     |
| 625                                          | 390625                                                                                  |
| 90625                                        | 8212890625                                                                              |
| 890625                                       | 793212890625                                                                            |
| 2890625                                      | 8355712890625                                                                           |
| 12890625                                     | 166168212890625                                                                         |
| 212890625                                    | 45322418212890625                                                                       |
| 8212890625                                   | 67451572418212890625                                                                    |
| 18212890625                                  | 331709384918212890625                                                                   |
| 918212890625                                 | 843114912509918212890625                                                                |
| 9918212890625                                | 98370946943759918212890625                                                              |
| 59918212890625                               | 3590192236006259918212890625                                                            |
| 259918212890625                              | 67557477392256259918212890625                                                           |
| 6259918212890625                             | 39186576032079756259918212890625                                                        |
| 56259918212890625                            | 3165178397321142256259918212890625                                                      |
| 256259918212890625                           | 65669145682477392256259918212890625                                                     |
| 2256259918212890625                          | 5090708818534039892256259918212890625                                                   |
| 92256259918212890625                         | 8511217494096854352392256259918212890625                                                |
| 392256259918212890625                        | 153864973445024588727392256259918212890625                                              |
| 7392256259918212890625                       | 54645452612300005057477392256259918212890625                                            |
| 77392256259918212890625                      | 5989561329000849809744977392256259918212890625                                          |
| 977392256259918212890625                     | 955295622596853633012869977392256259918212890625                                        |
| 9977392256259918212890625                    | 99548356235275381465044119977392256259918212890625                                      |
| 19977392256259918212890625                   | 399096201360473745722856619977392256259918212890625                                     |
| 619977392256259918212890625                  | 384371966908872375601191606619977392256259918212890625                                  |
| 6619977392256259918212890625                 | 43824100673983991394155879106619977392256259918212890625                                |
| 106619977392256259918212890625               | 11367819579125235975036734004106619977392256259918212890625                             |
| 4106619977392256259918212890625              | 16864327638717175315320739859004106619977392256259918212890625                          |
| 9004106619977392256259918212890625           | 81073936023920699329853843152771109004106619977392256259918212890625                    |
| 109004106619977392256259918212890625         | 11881895260019399150581837485730896109004106619977392256259918212890625                 |
| 6109004106619977392256259918212890625        | 37319931174699748106225700856040418396109004106619977392256259918212890625              |
| 96109004106619977392256259918212890625       | 9236940670366295678712352486134360730896109004106619977392256259918212890625            |
| 896109004106619977392256259918212890625      | 803011347240958259506322368355274985730896109004106619977392256259918212890625          |
| 30896109004106619977392256259918212890625    | 954569551593638156903041697963448048423230896109004106619977392256259918212890625       |
| 230896109004106619977392256259918212890625   | 53313013153236286147859944201930733204673230896109004106619977392256259918212890625     |
| 3230896109004106619977392256259918212890625  | 10438689667177876006012213481761440010548423230896109004106619977392256259918212890625  |
| 23230896109004106619977392256259918212890625 | 539674534027342140805107903732158168526173423230896109004106619977392256259918212890625 |

| n                                            | n2                                                                                       |
| -------------------------------------------- | ---------------------------------------------------------------------------------------- |
| 6                                            | 36                                                                                       |
| 76                                           | 5776                                                                                     |
| 376                                          | 141376                                                                                   |
| 9376                                         | 87909376                                                                                 |
| 109376                                       | 11963109376                                                                              |
| 7109376                                      | 50543227109376                                                                           |
| 87109376                                     | 7588043387109376                                                                         |
| 787109376                                    | 619541169787109376                                                                       |
| 1787109376                                   | 3193759921787109376                                                                      |
| 81787109376                                  | 6689131260081787109376                                                                   |
| 40081787109376                               | 1606549657881340081787109376                                                             |
| 740081787109376                              | 547721051611007740081787109376                                                           |
| 3740081787109376                             | 13988211774267263740081787109376                                                         |
| 43740081787109376                            | 1913194754743017343740081787109376                                                       |
| 743740081787109376                           | 553149309256696143743740081787109376                                                     |
| 7743740081787109376                          | 59965510454276227407743740081787109376                                                   |
| 607743740081787109376                        | 369352453608598807478607743740081787109376                                               |
| 2607743740081787109376                       | 6800327413935747244982607743740081787109376                                              |
| 22607743740081787109376                      | 511110077017207231620022607743740081787109376                                            |
| 80022607743740081787109376                   | 6403617750108490103144731780022607743740081787109376                                     |
| 380022607743740081787109376                  | 144417182396352539175410357380022607743740081787109376                                   |
| 3380022607743740081787109376                 | 11424552828858793029898066613380022607743740081787109376                                 |
| 893380022607743740081787109376               | 798127864794612716138610952755893380022607743740081787109376                             |
| 5893380022607743740081787109376              | 34731928090872050116956482046515893380022607743740081787109376                           |
| 995893380022607743740081787109376            | 991803624372854204655478894958610995893380022607743740081787109376                       |
| 90995893380022607743740081787109376          | 8280252612028442248077870200574646290995893380022607743740081787109376                   |
| 890995893380022607743740081787109376         | 793873682020064614638062001059949647890995893380022607743740081787109376                 |
| 3890995893380022607743740081787109376        | 15139849042300200261100502491782605903890995893380022607743740081787109376               |
| 103890995893380022607743740081787109376      | 10793339027718304721809848518849204481103890995893380022607743740081787109376            |
| 9103890995893380022607743740081787109376     | 82880831265108558711661197169991017173249103890995893380022607743740081787109376         |
| 69103890995893380022607743740081787109376    | 4775347750772314161424590445979805470298369103890995893380022607743740081787109376       |
| 769103890995893380022607743740081787109376   | 591520795145023046193075431682094307423424769103890995893380022607743740081787109376     |
| 6769103890995893380022607743740081787109376  | 45820767487095743606464368356563075752735936769103890995893380022607743740081787109376   |
| 76769103890995893380022607743740081787109376 | 5893495312226520816809629452480174525948048576769103890995893380022607743740081787109376 |